# Chappie
Chappie (bra/prt: Chappie), estilizado como CHAPPiE, é um filme méxico-sul-africano-estadunidense de 2015, dos gêneros ação e ficção científica, dirigido por Neill Blomkamp. O roteiro, escrito por Blomkamp e Terri Tatchell, é baseado no curta-metragem Tetra Vaal de Blomkamp, lançado em 2014. O filme é estrelado por Sharlto Copley, Dev Patel, Sigourney Weaver, Hugh Jackman e Yolandi Visser do grupo  sul-africano de rap-rave, Die Antwoord. O filme estreou em Nova York no dia 4 de março de 2015 e foi lançado nos cinemas norte-americanos em 6 de março de 2015. Nos cinemas brasileiros o longa-metragem estreou em 16 de abril de 2015.

## Sinopse
Em um futuro próximo, uma opressiva força policial mecanizada é encarregada de patrulhar as ruas e controlar o crime em Joanesburgo, África do Sul. Um dos androides da força policial é roubado e reprogramado com o intuito de ser utilizado como arma pelos criminosos. Ao ser reprogramado, o androide se torna Chappie, o primeiro robô com capacidade de pensar e sentir por si mesmo. Isso faz com que forças poderosas e destrutivas comecem a ver Chappie como uma ameaça para a humanidade e para a ordem pública, e elas farão de tudo para garantir que Chappie seja destruído.

## Elenco
- Sharlto Copley como CHAPPiE (captura de voz e movimento)[7]
- Dev Patel como Dr. Deon Wilson [7]
- Yolandi Visser como Yo-Landi [7]
- Watkin Tudor Jones (Ninja) como Ninja
- Jose Pablo Cantillo como Amerika[7]
- Sigourney Weaver como Michelle Bradley[7]
- Hugh Jackman como Vincent Moore[7]
- Anderson Cooper como ele mesmo[7]
- Brandon Auret como hippo[7]

## Produção
Chappie é o terceiro longa-metragem de Blomkamp como diretor. Ele escreveu o roteiro junto com sua esposa Terri Tatchell, que também co-escreveu Distrito 9. As filmagens começaram no final de outubro de 2013 em Joanesburgo, África do Sul. Outras re-filmagens tiveram lugar na Colúmbia Britânica, Canadá, em abril de 2014.